# Квантовая антиточка
Антиточка — объект с размерами, подобными или большими, чем размеры квантовых точек. Её можно назвать квантовая антиточка. В отличие от квантовой точки, которая является энергетической ямой для носителей электронов или дырок, антиточка представляет собой потенциальный барьер, куда частицы не могут проникнуть. Если длина свободного пробега к примеру электрона много больше размеров антиточки, то в магнитном поле вокруг антиточки образуются состояния дискретного спектра. Антиточка применяется как модель короткодействующего потенциала.
Квантовая потенциальная антиточка (КПА) (англ. quantum antidot) имеет потенциальный рельеф, обратный к потенциальному рельефу потенциальной точки. Таким образом, она имеет рельеф потенциального горба (англ. potential hill). Впервые была реализована на практике Симмонзом в 1991 году.
С помощью КПА исследуют резонансное туннелирование (РТ) квазичастиц через них, используя квантовые режимы типа квантового эффекта Холла (целочисленный КЭХ), или дробного КЭХ.
Группа Голдмана провела серию экспериментов на КПА, изготовленных на GaAs гетероструктурах методом молекулярно-лучевой эпитаксии (низкий уровень беспорядка и дислокаций). Исследовались квазипериодическая зависимость проводимости РТ от напряжения на затворе подложки. Было показано, что данные измерений зависят от чисел заполнения ({\displaystyle \nu }) уровней Ландау и зависят от квантового режима (в каком режиме находится КПА — целочисленном или дробном КЭХ).

## Экспериментальные результаты
Квантизация магнитного потока может быть представлена в следующей форме:
{\displaystyle \Delta BS_{m}=\phi _{0}={\frac {h}{e}}}
где {\displaystyle \Delta B=B^{m+1}-B^{m}} прирост магнитного поля на верхнем уровне Ландау, {\displaystyle h-} постоянная Планка, {\displaystyle e-} элементарный заряд электрона, {\displaystyle m-} верхний заполненный уровень Ландау и {\displaystyle S_{m}-} площадь КПТ для {\displaystyle m-}го уровня Ландау.
Приращение напряжения на управляющих электродах имеет вид:
{\displaystyle \Delta V_{gb}={\frac {q}{CS_{m}}}}
где {\displaystyle q-} заряд квазичастицы, {\displaystyle C={\frac {\varepsilon _{0}\varepsilon }{d_{gb}}}} — ёмкость КПТ, {\displaystyle d_{gb}-} толщина КПТ. Для гетероструктуры GaAS толщина была {\displaystyle d_{gb}=428\pm 5\mu m}, а относительная проницаемость {\displaystyle \varepsilon =13,1}.
Таким образом, результирующий заряд квазичастицы можно подать в форме:
{\displaystyle q={\frac {\varepsilon _{0}\varepsilon \phi _{0}\Delta V_{gb}}{p_{\nu }d_{gb}\Delta B}}}
где {\displaystyle p_{\nu }-} целое число, которое учитывает количество квазичастиц при данном {\displaystyle \nu }; {\displaystyle p_{\nu }=1} при {\displaystyle \nu =1,1/3,1/5} и {\displaystyle p_{\nu }=2} при {\displaystyle \nu =2,2/5,2/9}.

С использованием этой техники были получены следующие значения квазизарядов в КПА:
{\displaystyle q=1,57\cdot 10^{-19}C=(0,98\pm 0,03)e}
при {\displaystyle \nu =1,2}
{\displaystyle q=5,20\cdot 10^{-20}C=(0,325\pm 0,01)e}
при {\displaystyle \nu =1/3}